# Bennaria marmorata
Bennaria marmorata är en insektsart som beskrevs av Nast 1950. Bennaria marmorata ingår i släktet Bennaria och familjen kilstritar. Inga underarter finns listade i Catalogue of Life.